# Yde Schloenbach Blumenschein
Yde (Adelaide) Dorison Schloenbach de Blumenschein (26 de mayo de 1882, São Paulo – 14 de marzo de 1963) fue una poetisa brasileña, reconocida con el pseudónimo Colombina.
Era hija de Otto Schloenbach y de Adelaide Augusta Dorison, realizando parte de sus estudios en Alemania. Era multilingüe, hablando fluidamente alemán, francés, inglés, castellano, e italiano. Estudió piano y canto.
Poeta y cronista, comenzó a escribir a la edad de trece años, y sus primeros poemas fueron publicados en A Tribuna, una revista de la ciudad de Santos. Escribió para revistas y periódicos, como O Malho, Fon-Fon, Careta, Jornal das Moças. Además de "Colombina", también utilizó el seudónimo de "Paula Brasil".
En 1948, fundó la "Casa do Poeta Lampião de Gás", una sociedad literaria que en un principio se reunía en su propia casa. Esa sociedad publicaba un periódico mensual, "O Fanal", de la que fue su editora.
Se casó con Hanery Blumenschein y tuvo dos hijos. Separada de su marido, causó un escándalo en su momento.
Su poesía se centró en el tema del amor, por lo general tratadas de una manera muy inocente, aunque algunos de sus poemas tienen un tono más erótico que causó cierto escándalo en su época. Su último libro, Rapsódia Rubra - Poemas à Carne, reflejó esa tendencia, y su poesía altamente erótica fue especialmente polémica en el momento de su publicación.

## Algunas publicaciones

### Libros
- Vislumbres (Sightings), 1908

- Versos em lá menor (Verses in A minor), 1930

- Lampião de gás (Gas Lamp), 1937

- Sândalo (Sandalwood), 1941

- Uma cigarra cantou para você (A Cicada Sang for You), 1946

- Distância: poemas de amor e de renúncia (Distance: Poems of Love and Renounce), 1947

- Gratidão (Thankfulness), 1954

- Para você, meu amor (To You, my Love), 1955

- Cantares de bem-querer (Songs of Love), 1956

- Manto de arlequim (Harlequin's Gown), 1956

- Inverno em flor (Winter in Bloom), 1959

- Cantigas de luar (Moonshine Songs), 1960

- Rapsódia rubra - Poemas à Carne (Red Rapsody - Poems Dedicated to Flesh), 1961